# Salpa (sous-marin, 1912)
Pour les articles homonymes, voir Salpa (sous-marin).
Le Salpa est un sous-marin de la classe Medusa, en service dans la Regia Marina lancé au début des années 1910 et ayant servi pendant la Première Guerre mondiale.

## Caractéristiques
La classe Medusa déplaçait 250 tonnes en surface et 305 tonnes en immersion. Les sous-marins mesuraient 45,15 mètres de long, avaient une largeur de 4,2 mètres et un tirant d'eau de 3 mètres. Ils avaient une profondeur de plongée opérationnelle de 40 mètres. Leur équipage comptait 2 officiers et 19 sous-officiers et marins. 
Pour la navigation de surface, les sous-marins étaient propulsés par deux moteurs diesel FIAT de 325 chevaux-vapeur (cv) (239 kW) chacun  entraînant deux arbres d'hélices. En immersion, chaque hélice était entraînée par un moteur électrique  Savigliano de 150 chevaux-vapeur (110 kW). Ils pouvaient atteindre 12,5 nœuds (23,1 km/h) en surface et 8,2 nœuds (15,1 km/h) sous l'eau. En surface, la classe Medusa avait une autonomie de 1 200 milles nautiques (2 222 km) à 8 noeuds (14,8 km/h); en immersion, elle avait une autonomie de 54 milles nautiques (100 km) à 6 noeuds (11,1 km/h).
Les sous-marins étaient armés de deux tubes lance-torpilles à l'avant de 45 centimètres, pour lesquels ils transportaient un total de 4 torpilles.

## Construction et mise en service
Le Salpa est construit par le chantier naval Cantieri Navali del  Riuniti (CNR) de Muggiano (La Spezia) en Italie, et mis sur cale le 25 août 1910. Il est lancé le 14 mai 1912 et est achevé et mis en service le 10 septembre 1912. Il est commissionné le même jour dans la Regia Marina.

## Historique
Dans la première période de sa vie opérationnelle, au sein du 1er escadron de sous-marins, le Salpa est employé pour l'entraînement dans le nord de la mer Tyrrhénienne, basé à La Spezia.
En août 1914, sous le commandement du lieutenant de vaisseau (tenente di vascello) Paolini, il s'installe à Venise.
Lorsque l'Italie est entrée dans la Première Guerre mondiale, il est à Venise, toujours affecté au Ier Escadron de sous-marins et sous le commandement du lieutenant de vaisseau Paolini.
Il est employé dans des missions offensives dans les eaux de Pula et de Trieste.
Le 1er août 1916 - l'unité était commandée par le lieutenant de vaisseau Ugo Perriconi - il est envoyé à Galiola (Istrie) pour achever la destruction du sous-marin Pullino, qui s'y était échoué quelques jours auparavant et qui risquait d'être récupéré par l'ennemi,. Lorsqu'il arrive sur place, le Salpa ne trouve pas le Pullino, car le sous-marin s'est déjà échoué, coulant pendant le remorquage. Plus tard, il croise le destroyer Magnet et le torpilleur TB 4 qui, après avoir quitté l'escorte des pontons qui ontt récupéré le Pullino, retournent à Lussino. Le sous-marin italien attaque et l'une de ses torpilles coupe la poupe du Magnet, tuant 24 hommes et immobilisant le navire, qui est fortement endommagé, même s'il peut être remorqué au port. Attaqué par le TB 4, le Salpa plonge et se replie, atteignant Venise le lendemain. Le Magnet n'a jamais repris du service: ce knockout a été le seul succès de l'arme sous-marine italienne contre un navire de guerre adverse pendant la Grande Guerre.
En janvier 1917, le sous-marin est commandé par le lieutenant de vaisseau Secchi.
Pendant le conflit, la Salpa a effectué un total de 40 missions offensives et 15 missions défensives.
Désarmé en 1917, il est mis hors service l'année suivante, radié le 26 septembre 1918 et mis au rebut.